# Ribeirão das Pedras (Minas Gerais)
O ribeirão das Pedras é um curso de água do estado de Minas Gerais. É um afluente da margem direita do rio Pinheiro e, portanto, um subafluente do rio Jequitinhonha.
Apresenta 35 km de extensão e drena uma área de 150 km². Sua nascente localiza-se no município de Diamantina, a uma altitude de 1400 metros na serra do Espinhaço. Atravessa o Parque Estadual do Biribiri e também o distrito de Biribiri. Ainda no município de Diamantina, tem sua foz no rio Pinheiro.